# Al-Malikiya
al-Malikiya (in arabo المالكية‎?, Al Mālikiya; in curdo Dêrika Hemko‎; in siriaco ܕܪܝܟ, Dayrik) è una città della Siria, capoluogo del distretto omonimo, appartenente al governatorato di al-Hasaka. Il distretto costituisce il confine nord-orientale del paese.

## Etimologia
al-Malikiya chiama così in onore a un ufficiale dell'esercito siriano, Adnan al-Malki. È conosciuta in siriaco come Dayrik, in riferimento ad un monastero.

## Geografia
La città si trova a 20 km ad ovest del fiume Tigri che definisce il confine triplo tra Siria, Turchia e Iraq.

## Società
Secondo il censimento ufficiale del 2004, la città aveva una popolazione di 26.311 abitanti. La popolazione è caratterizzata da un'ampia diversità etnica e religiosa, similmente al resto del governatorato di al-Hasaka. La città è abitata principalmente da curdi e arabi, di religione musulmana sunnita, e conta cospicue minoranze di cristiani siriaci e armeni. La popolazione cristiana discende da rifugiati giunti dalla Turchia dopo la prima guerra mondiale. I curdi sono concentrati principalmente nei quartieri settentrionali, mentre la zona meridionale è abitata prevalentemente da cristiani.
Essendo il centro economico del distretto, la città attira ogni giorno molti lavoratori dai centri circostanti. La città ha sperimentato una costante espansione urbana e immobiliare negli ultimi anni, il che ha portato all'ampliamento della rete stradale.

## Monumenti e luoghi d'interesse

Nuova chiesa ortodossa assira - Via principale
Nuova cupola della chiesa
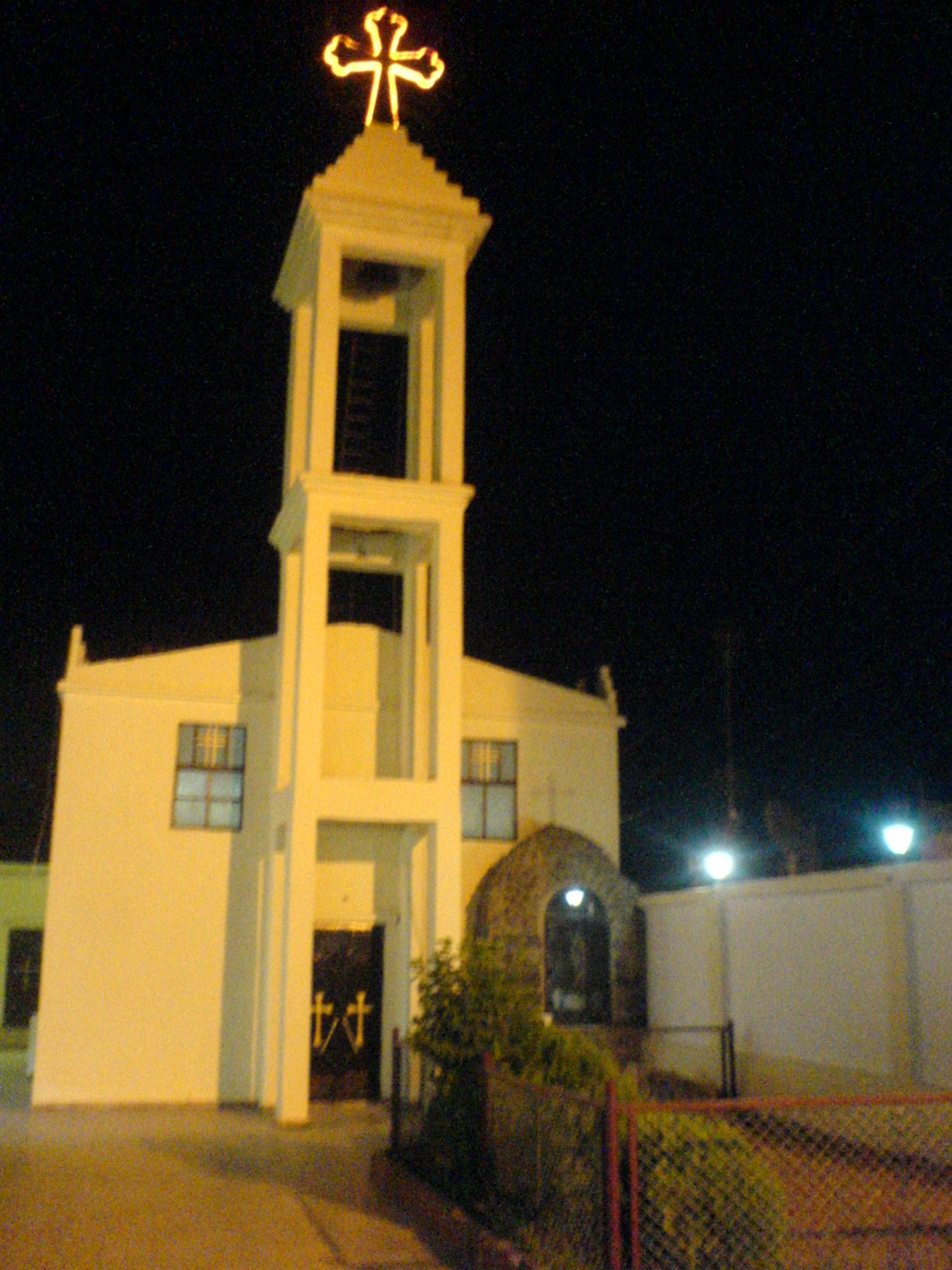
Chiesa caldea
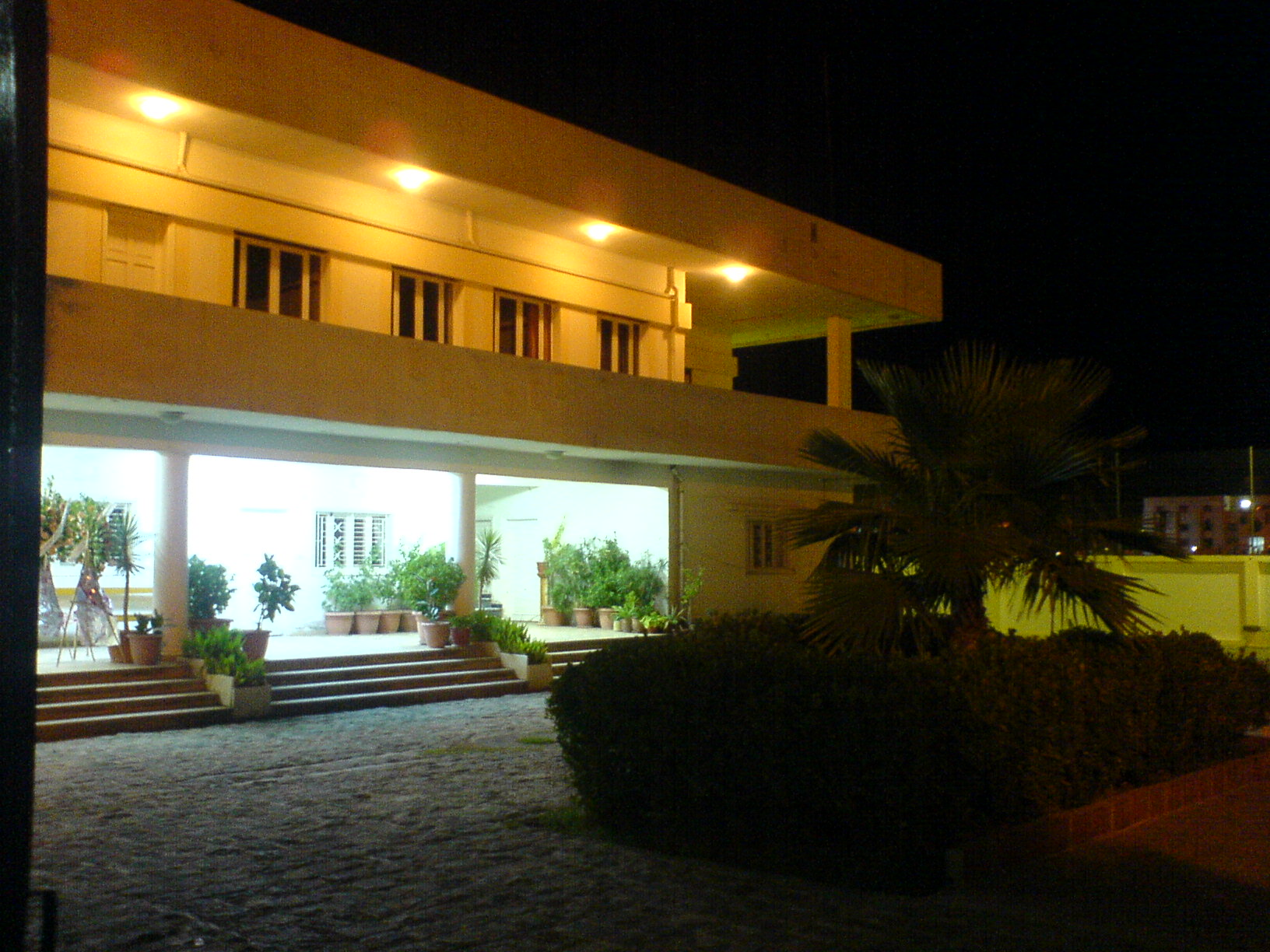
Chiesa caldea e una scuola